# Gérard Calvet (artista)
Gérard Calvet, nacido el 3 de agosto de 1926 en Conilhac-Corbières es un escultor y pintor francés. 

## Datos biográficos
Después de sus estudios en el Liceo de Carcasona, entró en la Escuela de Bellas Artes de París en 1945, donde permaneció hasta 1950 y fue alumno titular en el taller del pintor Eugène Narbonne. Su primera exposición la presentó en París con el escultor Georges Oudot. Durante un tiempo vivió pintando en el Barrio Latino de París, hasta 1951, y a partir de 1952 se instaló en Montpellier, donde ha residido y pintado.
Obtuvo el primer Premio Seyssaud en 1953, el segundo premio en la Bienal de Bayona, el premio de la Bienal de Menton y en el festival de Aviñón; forma parte de los principales salones de París (de comparación, los independientes, otoño) y en 1965 en el Salón de pintores testigos de su tiempo. Se unió al grupo de Montpellier-Sète, dirigido por François Desnoyers. Este grupo reúne a artistas nativos de la región, o que han sido seducidos por ella como Camille Descossy, Georges Dezeuze, Jean R. Bessil, Gabriel Couderc y Pierre Fournel.
Considerado como un pintor figurativo, sus obras se exhiben en el Museo Nacional de Arte Moderno de París, el Museo Real de Suecia en Estocolmo, el Museo Louisana Humleback de Dinamarca y en los museos de Montpellier, Niza, Rodez, Béziers, Narbonne, Sète, Frontignan y en el Hôtel Regional del Languedoc-Roussillon.
Además de su actividad como pintor, creó decorados y vestuario, especialmente para la Printemps des Comédiens de 1988 a 1991, y carteles: SNCF Pirineos, Languedoc-Roussillon.
Miembro de la Academia de las Ciencias y las Letras de Montpellier, fue nombrado caballero de la Legión de Honor el 4 de agosto de 2011.